# Антонов, Виктор Васильевич (историк)
Виктор Васильевич Антонов (14 сентября 1938, Ленинград — 14 мая 2014, Санкт-Петербург) — советский и российский историк, краевед, искусствовед.

## Биография
Родился 14 сентября 1938 года в Ленинграде. В 1956—1961 годах учился на факультете теории и истории искусств Института живописи, скульптуры и архитектуры им. Репина. Продолжил обучение в аспирантуре ИЖСА (1962—1965, диссертация об итальянской живописи эпохи барокко). Одновременно поступил на работу в Эрмитаж научным сотрудником.
В 1972 году из-за религиозных гонений перешёл на исследовательскую работу в реставрационных организациях. С 1976 по 1986 годы занимался богословскими переводами для Ленинградской Духовной академии, продолжая искусствоведческую деятельность. В это же время начал заниматься изучением истории (в основном архитектуры в архивах Ленинграда и Москвы), печатаясь в газетах и журналах. Участвовал в работе отделения Всероссийского общества охраны памятников.
В конце 1970-х сблизился с независимым (подпольным) культурным движением в Ленинграде, сотрудничал в самиздатских журналах «Часы» и «37». Принимал участие в работе творческого «Клуба-81» и кружка С. Сигитова.
В 1981—1985 годах выступил одним из руководителей православного семинара (неофициального). В 1988—1990 гг. издавал в самиздате ежемесячник «Невский духовный вестник»; выступал на религиозных встречах и конференциях (в том числе на бельгийском Съезде «братания» патриотов из России и эмиграции), занимался организацией в Ленинграде приходских общин и почитанием Царя-Мученика.
В 1989 году стал одним из основателей в Ленинграде «Общества русской православной культуры Свт. Игнатия (Брянчанинова)», в 1991 году — «Общества русской православной мысли им. И. А. Ильина».
В 1990—1999 годах заведовал издательским отделом Санкт-Петербургской епархии в воссозданном журнале «Санкт-Петербургские епархиальные ведомости».
В 1997—2000 годах вел на «Православном радио Санкт-Петербурга» еженедельные духовно-просветительские беседы. В 1998 г. возглавил Санкт-Петербургское отделение «Российского Имперского Союза-Ордена».
Член Союза краеведов Санкт-Петербурга. Автор книг и более 200 статей по истории Санкт-Петербурга — Ленинграда. Статьи печатались в газетах «Вечерний Ленинград», «Ленинградская правда», «Смена», «Ленинградский рабочий», «Литературная Россия». Председатель «Общества по сохранению и возрождению святынь Санкт-Петербурга и Ленинградской области».
Скончался 14 мая 2014 г. в С.-Петербурге. Похоронен на Большеохтинском кладбище.

## Труды
Книги
- Архивные материалы в ЦГИАЛ по истории архитектуры Литвы (Каунас: Институт истории искусств ЛитССР; 1977 г.)
- «Святыни Санкт-Петербурга». Историко-церковная энциклопедия в трёх томах. — СПб.: Издательство Чернышева, 1994—1997 гг. (соавтор А. В. Кобак)
  - Святыни Санкт-Петербурга: Христианская историко-церковная энциклопедия / В. В. Антонов, А. В. Кобак. — 2-е изд., испр. — СПб.: Лики России, 2003. — 432 с. — ISBN 5-87417-114-2.
  - Святыни Санкт-Петербурга: энциклопедия христианских храмов / [авт.-сост.: В. В. Антонов, А. В. Кобак; при участии С. В. Боглачева]. — 3-е изд., доп., испр. — Санкт-Петербург : Лики России : Фонд «Спас», 2010. — 511 с. — ISBN 978-5-874173-40-1
- «Земля Невская Православная». Краткий церковно-исторический справочник. — Научный редактор. (СПб.: «Православная Русь», 2000 г.) Переиздание с исправлениями и дополнениями (СПб.: «Лики России», 2006 г.)
- «Русские храмы и обители в Европе» (соавтор А. В. Кобак; 2005 г.; СПб.: «Лики России»)
  - Православные русские храмы Европы: история и архитектура / [авт.-сост.: В. В. Антонов, А. В. Кобак]. — 2-е изд. — Санкт-Петербург : ЛИКИ, 2014. — 399 с. — ISBN 978-5-903945-07-8
- Петербург неизвестный, забытый, знакомый. — Москва : Центрполиграф ; Санкт-Петербург : МиМ-Дельта, 2007. — 318 с. — ISBN 978-5-9524-3266-6
- Петербург. Новое о старом. — Москва : Центрполиграф ; Санкт-Петербург : МиМ-Дельта, 2010. — 413 с. — 3000 экз. — ISBN 978-5-9524-4912-1
- Петроград — Ленинград, 1920—1930-е. Вера против безбожия: историко-церковный сборник. — Санкт-Петербург : Лики России, 2011. — 429 c. — ISBN 978-5-87417-370-8
- Петербург: вы это знали?: личности, события, архитектура. — Москва : Центрполиграф ; Санкт-Петербург : Русская тройка-СПб, 2012. — 412 с. — (Серия «Всё о Санкт-Петербурге»). — ISBN 978-5-227-03759-6
- Иллюстрированная энциклопедия христианских храмов Санкт-Петербурга / [авт.-сост. В. В. Антонов, А. В. Кобак, при участии С. В. Боглачева]. — Санкт-Петербург : Альянс, 2013. — 509 с. — ISBN 978-5-9905243-2-3

составление и редакция
- «Свод архитектурных памятников Ленинграда»
- «Утраченные памятники Ленинграда»
- «Синодик новомучеников и исповедников Санкт-Петербургской епархии». (2001 г.)
- «Невский архив». Историко-краеведческий сборник. Научный редактор-составитель IV-Х выпусков (совместно с А. В. Кобаком).
- Коломенские чтения: сборник статей. [№ 3]: Материалы конференции 2008 года, посвященной церковной жизни Коломны / [под ред. В. В. Антонова; авт. предисл. Г. И. Беляева]. — Санкт-Петербург : Арден, 2009. — 201 с.
- Коломенские чтения: сборник статей. 2011 / [науч. ред. В. В. Антонов]. — 2012. — 181 с. — ISBN 978-5-87417-391-3
- Коломенские чтения: сборник статей. 2012 [под. ред. В. В. Антонова]. — 2013. — 166 с. — ISBN 978-5-87417-414-9

Статьи
- Покровский храм в Мариенбурге (к 100-летию со времени освящения) // Журнал Московской Патриархии. 1989. — № 9. — C. 24—25.
- Слово о святом благоверном князе Александре Невском // Санкт-Петербургские епархиальные ведомости. № 1. 1990. — С. 31-33
- Введение во храм Пресвятой Богородицы // Санкт-Петербургские епархиальные ведомости. 1991. — № 3. — C. 8-9
- Рождество Христово // Санкт-Петербургские епархиальные ведомости. № 4. 1991. — C. 10-11
- Крещение Господне // Санкт-Петербургские епархиальные ведомости. № 4. 1991. — C. 12-13
- Сретенье Господне // Санкт-Петербургские епархиальные ведомости. № 4. 1991. — C. 63-64
- Неделя Всех святых, в земле российской просиявших Архивная копия от 22 декабря 2018 на Wayback Machine // Санкт-Петербургские епархиальные ведомости. Выпуск 6. — СПб., 1992. — C. 55-57
- Праздник святых первоверховных Апостолов Петра и Павла // Санкт-Петербургские епархиальные ведомости. Выпуск 7. — СПб., 1992. — C. 8-10
- Успение Пресвятой Богородицы // Санкт-Петербургские епархиальные ведомости. Выпуск 7. — СПб., 1992. — C. 64-65
- Воздвижение Честного и Животворящего Креста Господня // Санкт-Петербургские епархиальные ведомости. Выпуск 8. — СПб., 1992. — C. 9-10
- Церковь Покрова Пресвятой Богородицы в Мариенбурге // Санкт-Петербургские епархиальные ведомости. Выпуск 8. — СПб., 1992. — C. 83-87
- Помощь страждущим // Журнал Московской Патриархии. 1992. — № 9. — C. 61—62
- Иеговисты и их секта // Санкт-Петербургские епархиальные ведомости. Выпуск 10. — СПб., 1993. — C. 73-75
- Священномученик митрополит Иосиф в Петрограде // Возвращение: Церковно-общественный журнал. 1993. — № 4. — C. 46—52.
- Архитектура кладбищенских церквей // Исторические кладбища Петербурга: Справочник-путеводитель. — СПб.: Издательство Чернышева; 1993. — С. 96—111
- Полковые храмы Петербурга // Невский архив. Вып. I. — М., СПб.: «Atheneum», «Феникс», 1993. — С. 173—203 (совместно с А. В. Кобаком)
- Приходские православные братства в Петрограде (1920-е годы) // Минувшее. Исторический альманах. Вып. 15. — 1994. — С. 425—445.
- «Новый век» готовит приход Антихриста // Санкт-Петербургские епархиальные ведомости. Выпуск 13. — СПб., 1995. — C. 83-85
- Александр Вист — забытый зодчий Петербурга // Невский архив. Вып. II. — М; СПб.: «Atheneum», «Феникс»; 1995. — С. 192—199
- Рядом с Мраморным. К истории особняка Кантемира // Невский архив. Вып. II. — М; СПб.: «Atheneum», «Феникс»; 1995. — С. 237—241
- Братство прп. Cерафима Саровского Архивная копия от 19 января 2022 на Wayback Machine // Санкт-Петербургские епархиальные ведомости. Выпуск 16. — СПб., 1996. — C. 44-49
- Священномученик епископ Сергий (Дружинин) // Православная жизнь. Джорданвилль, 1996. — № 2. — С. 3—8;
- Адмиралтейская аллея — Александровский сад // Невский архив. Вып. III. — М; СПб.: «Atheneum», «Феникс»; 1997. — С. 324—343
- Народ защищал свои святыни // Санкт-Петербургские епархиальные ведомости. Выпуск 17. — СПб., 1997. — C. 62-70
- Александр Штауберт // Зодчие Санкт-Петербурга XIX — начало XX века / сост. В. Г. Исаченко. — СПб.: «Лениздат», 1998. — С. 203—210
- Братья Шарлемани // Зодчие Санкт-Петербурга XIX — начало XX века / сост. В. Г. Исаченко. — СПб.: «Лениздат», 1998. — С. 211—224.
- Еще раз о священномученике Сергии (Дружинине) // Православная жизнь. Джорданвилль. 1998. — № 2. — С. 18—21
- «Будешь на родине моей архиереем»: Жизнеописание епископа Михея (Алексеева) // Санкт-Петербургские епархиальные ведомости. Вып. 19. 1998. — С. 46—51. (в соавторстве с В. Г. Алексеевой)
- Вохоновский Мариинский и Пятогорский Богородицкий монастыри // Санкт-Петербургские епархиальные ведомости. Вып. 20. 1998. — C. 137—141
- «Воскресенье» Мейера и «воскресники» Назарова. Духовные поиски петроградской интеллигенции 1920-х годов // Невский архив. Вып. IV. — СПБ.: Издательство Чернышева, 1999. — C. 288—324
- Серафимо-Антониевский скит Александро-Невской лавры Архивная копия от 17 сентября 2016 на Wayback Machine // Санкт-Петербургские епархиальные ведомости. Вып. 23. — СПб., 2000. — С. 71-75
- Александро-Невское братство и тайные монашеские общины в Петрограде Архивная копия от 17 сентября 2016 на Wayback Machine // Санкт-Петербургские епархиальные ведомости. Вып. 23. — СПб., 2000. — С. 103—112.
- Дело графини Е. К. Зарнекау // Невский архив. Вып. V. — СПБ.: «Лики России», 2001. — С. 270—294
- Невольные изгнанники: русское духовенство в Европе // Зарубежная Россия, 1917—1939: сборник статей. Кн. 2. — СПб. : Лики России, 2003. — 512 с. — C. 111—116
- Дом Монферрана на Мойке // Невский архив. Вып. VI. — СПБ.: «Лики России», 2003. — С. 269—289
- Пароль «Антиной». Организация РСХД в Ленинграде // Невский архив. Вып. VI. — СПБ.: «Лики России», 2003. — С. 334—354
- Усадьба. Дворец. Дом трудолюбия. (наб. реки Мойки, 108) // Невский архив. Вып. VII. — СПБ.: «Лики России», 2006. — С. 297—329
- Академик-декоратор Медичи // Невский архив. Вып. VII. — СПБ.: «Лики России», 2006. — С. 424—442
- Храм Спас-на-Водах на территории Адмиралтейских верфей // Коломенские чтения 2003—2006: сборник статей. № 1. — Санкт-Петербург : Филологический факультет Санкт-Петербургского Государственного Университета, 2007. — 266 с. — С. 31—35
- Аларчинская гимназия // Коломенские чтения 2003—2006: сборник статей. № 1. — Санкт-Петербург: Филологический факультет Санкт-Петербургского Государственного Университета, 2007. — 266 с. — С. 120—126
- Особняк на Владимирском проспекте // Невский архив. Вып. VIII. — СПБ.: «Лики России», 2008. — С. 212—222
- Антонио Виги: с Тибра на Неву // Невский архив. Вып. VIII. — СПБ.: «Лики России», 2008. — С. 327—339
- Православная благотворительность в Коломне до революции // Коломенские чтения: сборник статей. [№ 3]: Материалы конференции 2008 года, посвященной церковной жизни Коломны. — Санкт-Петербург : Арден, 2009. — 201 с.
- Дом зодчего Паульсена (Миллионная ул., 8) // Невский архив. Вып. IX. — СПБ.: «Лики России», 2010. — С. 265—272
- Работы Л. Руска на юге России // Невский архив: историко-краеведческий альманах. — СПб, 2010. — Вып. IX. — С. 374—394
- Конченцио Альбани, забытый скульптор // Личность в истории Петербурга: материалы IV Анциферовских краеведческих чтений, 28-29 октября 2011 года, Санкт-Петербург / [сост.: В. В. Антонов, Н. Л. Иванова]. — Санкт-Петербург : Европейский Дом, 2012. — 149 с. — C. 81—90
- Висконти на русской службе // Невский архив. Вып. X. — СПБ.: «Лики России», 2012. — С. 89—98
- Корсини в Петербурге // Культурно-исторический альманах «Фонтанка». — 2012. — № 11. — С. 47—58.
- В. М. Сикевич — забытый литератор Коломны // Коломенские чтения. 2011: сборник статей. — 2012. — 181 с. — C. 99—107
- Ветераны войны 1812 года в Коломне // Коломенские чтения. 2012: сборник статей. — 2013. — 166 с. — C. 64—69
- Русская церковь в эстонском Палдиски // VI Анциферовские краеведческие чтения, Санкт-Петербург, Аничков дворец, 6-7 декабря 2013 года / сост.: А. Ф. Векслер, Н. Л. Иванова. — Санкт-Петербург : Европейский Дом, 2014. — 288 с. — ISBN 978-5-8015-0341-7. — C. 154—158

публикации материалов
- Мещерский Н. А. Отрывки воспоминаний // Санкт-Петербургские епархиальные ведомости. Выпуск 5. — СПб., 1991. — C. 29-32; Отрывки воспоминаний Архивная копия от 22 декабря 2018 на Wayback Machine // Санкт-Петербургские епархиальные ведомости. Выпуск 6. — СПб., 1991. — C. 86-90
- Чельцов М. П. прот. Воспоминания «смертника» // Санкт-Петербургские епархиальные ведомости. Выпуск 10. — СПб., 1993. — C. 25-36
- Чуков Н., прот. Один год моей жизни: Страницы из дневника / Публ.: В. В. Антонов // Минувшее. 1994. — Вып. 15. — С. 521—618
- Чельцов М. П. прот. В чем причина церковной разрухи в 1920—1930 гг. / Публ.: В. Антонов // Минувшее. 1994. — Вып. 17. — С. 411—473
- Беседа с православной писательницей Т. М. Горичевой // Санкт-Петербургские епархиальные ведомости. Выпуск 15. — СПб., 1996. — C. 71-74 (c Н. К. Симаковым)
- Чельцов М. П., прот. Когда отменили расстрел...: Письма к жене из заключения / Публ.: В. В. Антонов // Минувшее. 1998. — Вып. 24. — С. 381—438
- Бенуа Л. Н. Из истории русской церкви в Дармштадте / публ. В. В. Антонова // Невский архив. Вып. V. — СПБ.: «Лики России», 2001. — С. 510—516

## Награды
- 2000 — Анциферовская премия, номинация «За общий вклад в современное петербургское краеведение»[1]